# 飲食金字塔
食物金字塔（Food pyramid），是一個指導我們進食不同食物種類及其適當份量的常用實際指南，以維持身體健康。1974年在瑞典出版了第一個飲食金字塔。在1992年由美國農業部推出了最廣為人知的食物金字塔，於2005年推出修正版，然後在2011年更替為「我的餐盤」（MyPlate）。超過25個其他國家和組織也有發表食物金字塔。

## 傳統分類方法
飲食金字塔分為四層，最頂層有油、鹽、糖：第二層有魚類、肉類、奶品及豆類等：第三層有蔬菜及水果等：最底層以五穀類食物為主，包括粥、粉、麵、飯、麥片等。

## 2005年美國農業部修正版

2005年，美國農業部推出修正版的飲食金字塔－我的金字塔

到了2005年，美國農業部又推出修正版的飲食金字塔，各類食物都由底部直通頂端，代表各類食物一樣重要，對攝取量的建議，是按每個人年齡與身體狀況做調整，這種飲食金字塔更適合每一個人。新的飲食金字塔是由六條垂下的彩帶組成的，彩帶有粗有細，其中最粗的是五穀根莖類（橙色），代表每天攝取的食物中份量應該最多，隨後依次是蔬菜類（綠色），水果類（紅色），油脂類（黃色），奶類（藍色），蛋豆魚肉類（紫色）。左邊小黑人爬階梯是表示達成健康要多運動，每個人每日的勞動性質不同營養需求也不同。

## 2011年美國農業部更替版

2011年美國農業部推出「我的餐盤」，替代了我的金字塔。這也是一個指導我們進食不同食物種類及其適當份量的指南，但其圖案並非金字塔造型。

## 其他飲食金字塔
在2002年，哈佛大學公共健康學院的韋利博士及其同事，設計了一套新的健康飲食指南：健康飲食金字塔。他們指出新的飲食模式，相比於在1992年美國農業部公佈的飲食金字塔更能預防患上長期疾病（包括心血管疾病和癌症）。
傳統的食物金字塔並沒有把不同的脂肪或肉類分別，但近年來不少證據都顯示有些脂肪和肉類是有益健康的，食物金字塔亦建議人們大量進食碳水化合物，有科學家郤指出這些食物便是導致肥胖的真兇。
韋利博士指出，若能跟從新的飲食建議，加上保持理想體重和每日作適量運動，便能有效地減少患上長期疾病的期會。
健康飲食金字塔的建議分別為減少進食紅肉，馬鈴薯和經精製的穀類食物如白麵包；每日只進食1至2個次奶及奶品類食物；減少進食飽和脂肪，應由不飽和脂肪如植物油代替；多進食全穀類食物，蔬菜和生果；每日進食維他命補充劑；適量飲用含酒精類飲品；保持理想體重和每日作適量運動。

## 資料來源
1. ↑  健康飲食-健康飲食金字塔 的存檔，存档日期2013-08-23.
2. ↑  . kf.se. 2008-10-03  [2011-01-21]. （原始内容存档于2012-03-25） （瑞典语）. Archive.today的存檔，存档日期2015-03-09
3. ↑  . coop.se. 1973  [2011-01-22]. （原始内容存档于2011-09-29） （瑞典语）. （页面存档备份，存于）
4. ↑  . Nationalencyklopedin.   [7-6-2011]. （原始内容存档于2010-12-13） （瑞典语）.  （页面存档备份，存于）
5. ↑  . The New York Times. 2-6-2011  [2 June 2011]. （原始内容存档于2018-08-08）.  （页面存档备份，存于）
6. ↑  . EUFIC REVIEW 10/2009. www.eufic.org. 2009-10-01  [2011-01-26]. （原始内容存档于2013年1月13日）. Archive.today的存檔，存档日期2013-01-13
7. 1 2 3  .   [2013-07-01]. （原始内容存档于2008-02-24）. （页面存档备份，存于）
8. 1 2 3  .   [2013-07-01]. （原始内容存档于2020-02-17）. （页面存档备份，存于）
9. ↑   (PDF). U.S. Department of Health and Human Services, U.S. Department of Agriculture. 2005  [2009-05-09]. （原始内容 (PDF)存档于2009-04-09）. （页面存档备份，存于）